# Обсерваторія Ґейсей
Обсерваторія Ґейсей (яп. 芸西天文学習館, Ґейсей теммон гакусю:кан) — астрономічна обсерваторія, заснована в 1973 році в місті Ґейсей японської префектури Коті. Керівник обсерваторії — Цутому Секі є відомим відкривачем комет і астероїдів. Він відкрив комету C/1965 S1 (Ікея — Секі) і ще 224 астероїди в період з 1981 по 2008 рік.

## Інструменти обсерваторії
- 0,6-м рефлектор

## Напрямки дослідження
- дослідження комет;

- відкриття астероїдів.

## Основні досягнення
- В період з 1981 по 2008 рік відкрито 224 астероїдів[1][2].

- 12228 астрометричних вимірювань опубліковано з 1973 по 2011 рік[3].